# Esox masquinongy
El muskallonga americano (Esox masquinongy), también denominado lucio de los Grandes Lagos, muskellunge, muscallonge, milliganong, o maskinonge, es una especie de gran pez de agua dulce relativamente poco común propio de América del Norte. Es el miembro más grande de la familia de lucios. Su nombre común proviene del término Ojibwa maashkinoozhe, que significa "lucio feo", mediante la adaptación del francés masque allongé (modificada a partir de la palabra Ojibwa mediante un proceso de etimología folclórica), "cara alargada".

## Descripción
El muskallonga se parece mucho a otros esócidos tales como el lucio europeo y lucio americano, tanto en su apariencia como en su comportamiento. Al igual que otras especies de lucios, la constitución de su cuerpo es típica de un depredador de acecho con un cuerpo alargado, cabeza chata y las aletas dorsales, pélvicas y anales se ubican bien atrás de su cuerpo. El muskallonga mide por lo general entre 70 cm a 120 cm de largo y pesa 2.5 a 18 kg, si bien algunos ejemplares han alcanzado los 2 m de largo y pesado casi 35 kg. Los peces son de un color plateado claro, marrón o verde con rayas oscuras verticales sobre sus flancos, que tienden a separarse en manchas. En algunos casos, las marcas se encuentran ausentes por completo, especialmente en peces que habitan en aguas turbias. Ello contrasta con el northern pike que posee un cuerpo oscuro con marcas claras. Un método confiable de distinguir las dos especies es contando los poros sensores en la parte inferior de la mandíbula. Un muskallonga tiene siete o más de cada lado, mientras que el lucio del norte nunca tiene más de seis. Los lóbulos de su aleta caudal (cola) en el muskallonga terminan en un extremo más aguzado, mientras que los del lucio europeo son generalmente más redondeados. Además, a diferencia del lucio, el muskallonga no posee escamas en la mitad inferior de su opérculo.